# 越後の里親鸞聖人総合会館西方の湯
総合会館西方の湯(そうごうかいかんさいほうのゆ)は、新潟県胎内市の日本海沿いにある温泉施設。越後の里親鸞聖人が運営しており、専ら西方の湯と略称される。

## 詳細
総合会館西方の湯は、奉賛会事務局と同じく、全高40mに達する親鸞聖人立像が目印の宗教施設の一部であるが、入浴料を払えば誰でも利用が可能な温泉施設となっている。
本施設は、2000年12月に開業したが、自己資金で施工してきたために、その時点で既に17年以上の歳月が経過しており鄙びてきていた。
本温泉は、JX石油開発が所有している中条油業所が開発した、水溶性天然ガスの坑井から動力揚湯で供給された鹹水を源泉としている。
温泉施設の開業当初は『N10-1』・『N10-2』・『N10-3』・『N12-1』・『N12-2』の5種の坑井から引かれた温泉が利用されており、それは黒湯を特徴としていた。
しかし、後年は、配管の破損により、『N12-2』のみが源泉として利用されている。
新潟大学の積雪地域災害研究センターの研究を通じて、新潟県環境分析センターが温泉に含まれる主成分の分析を行っている。
この温泉にはアンモニウム・臭化物イオン・沃化物イオン・鉄化物イオン(2価)・メタケイ酸イオンが含まれ、入浴中は勿論のこと入浴後も中々取れない、独特で強烈な臭気を特徴としている。
この源泉は、500万⁓1000万年程度前に地下の岩石層に取り込まれた海水であり、世界的に珍しく高濃度の石油・天然ガス付随水に高濃度の沃化物イオンを含む。
このクレゾール臭ともアンモニア臭ともヨード臭とも石油臭とも表現される臭気は、来訪者に極めて強い印象を与え、温泉関連のマスメディアやブログなどに度々取り上げられているのみならず、テレビ番組『探偵!ナイトスクープ』や雑誌『アウトライダー』で紹介され、書籍『晴れた日は巨大仏を見に』や『ワンダーJapan』でも記述されている。
また、温泉シンガーソングライターのバクザンが、この温泉をテーマにした歌を作成し、同曲のミュージックビデオを本施設内で撮影している。
なお、胎内市は利用者に条件付きで本施設利用時に課せられる入湯税を免除している。

## 交通アクセス
- 公共交通：JR中条駅より胎内市デマンド交通「のれんす号」利用。
- 車 : 日本海東北自動車道中条ICより約10分。国道113号沿いに立地する。